# محمد عبد الباري (شاعر)
محمد عبد الله عبد الباري (ولد 1405 هـ / 1985 م) شاعر سوداني، له عناية بقضايا الفكر والفلسفة، يُعَد في طليعة الموجة الراهنة من مجدِّدي القصيدة العربية، تتقاطع في أعماله الأبعاد الصوفية والفلسفية والسياسية والذاتية، وتشيع فيها نزعة حداثية تراثية مركَّبة، تنتمي لفضاءات التأمُّل والاستبطان والحدس. حقَّق شعره انتشارًا واسعًا، ونال العديد من الجوائز العربية.

## ولادته ونشأته
وُلد محمد عبد الله عبد الباري يوم السبت 21 ربيع الآخر 1405هـ الموافق 12 يناير (كانون الثاني) 1985م، في مدينة المناقل بولاية الجزيرة ثاني كُبرى ولايات السودان في عدد السكَّان. انتقلت أسرته في السنة الأولى من عمره إلى المملكة العربية السعودية حيث استقرَّ بها المقام في مدينة الرياض، وفيها نشأ وترعرع، وأكمل مراحل تعليمه في أحد أقدم أحيائها الشعبية وهو حيُّ الجرَّاديَّة في قلب العاصمة.

## تعليمه
أتمَّ محمد عبد الباري جميع مراحل تعليمه في مدينة الرياض، وبعد أن حصل على الإجازة (بكالوريوس) في اللغة العربية وآدابها، انتقل إلى المملكة الأردنية الهاشمية وحصل على شهادة الماجستير من كلية الآداب في الجامعة الأردنية بعمَّان، عام 2016، عن رسالة تتناول قضية الشعر في تراث فلاسفة الإسلام ومناطقته وعلماء الكلام والأصول فيه.

## أثره
استطاع محمد عبد الباري أن ينتزع اعترافًا مبكرًا بشاعريته، ففي موافقة نادرة حين كان طالبًا جامعيًّا في أوائل العشرين من عمره كان زملاؤه من طلَّاب الجامعات السعودية يدرسون في الوقت ذاته قصيدة له ضمَّنها الدكتور حسين علي محمد كتابه "في الأدب السعودي الحديث" الذي أصبح فورَ صدوره مقرَّرًا في عدَّة جامعات سعودية، منها جامعة الإمام محمد بن سعود.
ومنذ ذلك الحين وأعماله الشعرية تُستقبل بالتَّرحاب على المستويين: الخاص والعام، ففي الوقت الذي انتشرت أمسيَّاته الشعرية الجماهيرية، ولقاءاته الثقافية والإعلامية على امتداد بلدان العالم العربي والشرق الأوسط، وفي الوقت الذي أعلن فيه موقع القصيدة كوم، الذي يُعنى بالشعر المعاصر، أنه الشاعر الأول في عدد مرَّات القراءة والتصفح منذ تأسيس الموقع. كانت أعماله أيضًا موضوعًا لسلسلة من المراجعات النقدية والتخصصية والأكاديمية، في مقالات ودراسات ورسائل ماجستير ودكتوراه قُدِّمت في عدَّة جامعات عربية؛ في السودان وفلسطين وليبيا والجزائر والسعودية. وبعض هذه الأعمال أصبح مقرَّرًا في المناهج الجامعية ومناهج التعليم العام في عدد من الدول العربية، وقد تجاوز هذا التأثير حدود العالم العربي إلى ما جاوره من مناطق، فقد كان لبلدان مثل تركيا والصين والسنغال نصيبٌ من التفاعل مع قصائده وأعماله.

## أعماله الشعرية
أصدر محمد عبد الباري عددًا من المجموعات الشعرية، وهي:
1. مرثية النار الأولى (2013) مارس، الطبعة الأولى، مطبوعات إدارة الثقافة والإعلام في إمارة الشارقة، الإمارات العربية المتحدة. (2015) فبراير، الطبعة الثانية، دار المعارف، بيروت، لبنان.
2. كأنك لم (2014) مارس، الطبعة الأولى، دار مدارك، دبي، الإمارات العربية المتحدة. (2014) سبتمبر، الطبعة الثانية، الدار نفسها.[3]
3. الأهلّة  (2016) نوفمبر، الطبعة الأولى، دار مدارك، دبي، الإمارات العربية المتحدة. (2017) يناير، الطبعة الثانية، الدار نفسها.[4]
4. لم يعد أزرقا (2020) يناير، الطبعة الأولى، دار تشكيل.[5]
5. أغنية لعبور النهر مرتين (2022) سبتمبر، الطبعة الأولى، دار صوفيا.[6]

تتضمن دواوينه عددًا من القصائد التي ذاع صيتها في المشهد الشعري العربي المعاصر مثل: خاتمة لفاتحة الطريق، بكائية الحجر والريح، الحمامة، تناص مع سماء سابعة، أندلسان، شكل أول للوجد، إلى الضد من وجهة الريح، ذاهبا كالبرق، الأصدقاء، حب مصاب بالسفر، النسخة الثانية من الغريب، نشيد الصعاليك، الشبابيك في سهرها الأخير، وغيرها من الأعمال. غير أن القصيدة التي حققت تميُّزًا على مستوى التلقي والاستقبال ولفتت الأنظار لتجرِبة محمد عبد الباري الواعدة، وحجزت له مكانًا في مَصافِّ الشعراء الكبار هي قصيدته (ما لم تقله زرقاء اليمامة) حيث أضيفت القصيدة في المقرَّر الأدبي الفلسطيني لطلَّاب مرحلة التوجيهي مع نصوص شعراء كبار مثل: محمود درويش، وبدر شاكر السياب، ونزار قباني.

### أبرز قصائده
ما لم تقله زرقاء اليمامة، أندلسان، ذاهبًا كالبرق، الأصدقاء، بكائية الحجر والريح، ما تبقى من جنتَي سبأ، إلى الضد من وجهة الريح، خاتمة لفاتحة الطريق، انتظار، الغيمات حين تمر، توقيعات على جدار الثورة، الحمامة، كأنك لم.

### أمسيَّاته الشعرية
أمسية مدينة الكويت (الكويت)، أمسية مدينة إسطنبول (تركيا)، أمسية مدينة الدمام (السعودية)، أمسية مدينة الخرطوم (السودان)، أمسية مدينة صور (لبنان)، أمسية مدينة الخرطوم (السودان)، أمسية مدينة البحرين (البحرين)، أمسية مركز الملك عبدالعزيز - إثراء ٢٠٢٤ (السعودية)، أمسية معرض الدوحة للكتاب ٢٠٢٥ (قطر).

### نماذج من شعره

#### من بواكير قصائده
يقول محمد عبد الباري في قصيدته "ما لم تقله زرقاء اليمامة" والتي تعتبر أول قصيدة في أول ديوان صدر له:
ويقول محمد عبد الباري في قصيدته "كأنك لم":

## جوائزه
حاز محمد عبد الباري عدَّة جوائز في مجال الشعر العربي من أبرزها:
- جائزة الأمير عبد الله الفيصل العالمية لعام 2019 في دورتها الأولى في مجال الشعر العربي الفصيح.[9][10][11]
- جائزة الشباب العربي الأفريقي «أفرابيا» لعام 2016 في دورتها الثانية في مجال الشعر، وهي جائزة يشترك في الإشراف عليها الاتحاد الأفريقي وجامعة الدول العربية.[12]
- جائزة السنوسي الشعرية من المملكة العربية السعودية لعام 2016 في دورتها الرابعة.[13]
- جائزة الشارقة للإبداع العربي بالإمارات العربية المتحدة في دورتها السادسة عشرة عام 2013.[14]
- جائزة مهرجان ليالي الشعراء بالمملكة العربية السعودية لعام 2012.
- جائزة النادي الأدبي في الرياض 2010.

## حضوره الإعلامي

### لقاءاته التلفازية والإذاعية
إذاعة مونت كارلو الدولية، قناة TRT التركية، التلفزيون اللبناني الرسمي، قناة الشارقة، قناة النيل الأزرق (برنامج ريحة البن)، قناة S24 (الحلقة الأولى، الحلقة الثانية)، إذاعة ثمانية (بودكاست فنجان).

### مقابلاته الصَّحَفية
جريدة الحياة اللندية، منصة معنى الثقافية.

### مقالات عنه
- «الأهلة» لمحمد عبدالباري يحقق شرط الحداثة داخل بنية القصيدة - د. عدي الحربش
- محمد عبد الباري خاتمة لفاتحة الطريق - رائد الحواري
- ديوان الأهلة - عويد السبيعي
- محمد عبد الباري وعودة الشاعر الأولى - خالد عمر
- المثاقفة الشعرية في «كأنك لم» للشاعر السوداني محمد عبد الباري - د.سعيد البازعي
- النبوءة المسافرة في نهر الرؤى والحدْس قراءة في شعر محمد عبد الباري - د.سامي العجلان «الجزء الأول 1»، «الجزء الأول 2»
- مرثية النار الأولى - سعد بن سعيد الرفاعي
- نكهةُ المجاز في «مرثيَّة النار الأولى» - جاسم الصحيح
- الرؤية الحدسية في نصّ (مَا لَمْ تَقُلْهُ زَرْقَاءُ اليَمَامَةِ). التناص سبيلًا لاستقراء المستقبل. - مشاعل عمر بن جحلان
- محمد عبد الباري وعمودية الشعر- شتيوي الغيثي
- من هو محمد عبد الباري صاحب (ما لم تقله زرقاء اليمامة) ؟ - موقع العربية نت

## وصلات خارجية
- صفحة الشاعر في موقع أدب
- صفحة الشاعر في موقع القصيدة كوم
- محمد عبد الباري عضو رابطة الأدب الإسلامي يلقي قصيدة عن القدس
- طلاب جامعة صينية يقرأون شعر محمد عبد الباري
- (بالإنجليزية) الشعر العربي: 10 شعراء كلاسيكيين وجدد يجب أن تقرأ لهم - مصطفى أبو سنينه